# Namaste Tower
Namaste Tower és un edifici projectat per construir-se a Mumbai, Índia. Farà 300 metres d'alçada i tindrà un ús mixt: acollirà un hotel i oficines. Està dissenyat per WS Atkins.